# Catocala briseana
Catocala briseana là một loài bướm đêm trong họ Erebidae.